# 21サヴェージ
21サヴェージ（トゥエニーワン・サヴェージ、英語: 21 Savage、本名: Sheyaa Bin Abraham-Joseph、1992年10月22日 - ）は、アメリカ合衆国のアトランタ出身のラッパー、シンガーソングライター、音楽プロデューサーである。イギリスロンドンで生まれ。
2015年に発表したミックステープ『The Slaughter Tape』にて有名になり、その後同じくプロデューサーのメトロ・ブーミンとコラボレーションしたEP『Savage Mode』(2016年)、また同年、Drakeのシングル曲「Sneakin」でコラボレーションをしたことによりアメリカ国内で注目を浴びた。これまでにグラミー賞を1回受賞している。

## 来歴

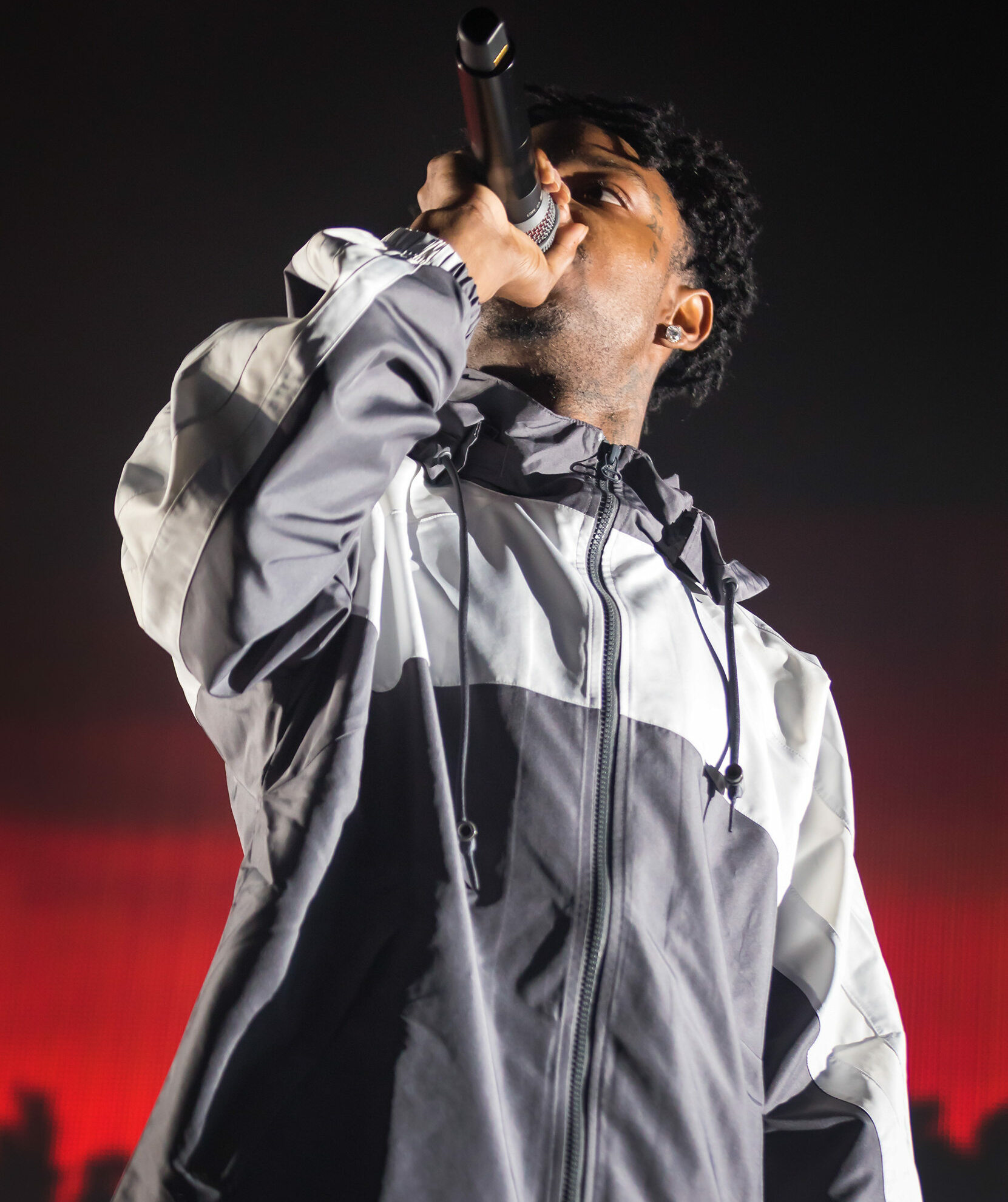
ライブに出演する21 Savage（2018年）

1992年10月22日、ロンドンにあるニューハム病院で、イギリス出身の両親の間に生まれた。21サヴェージの両親は早い時期に別居し、7歳の時に母親と一緒にジョージア州アトランタに引っ越した。2005年6月、12歳の時に叔父の葬儀のためにイギリスに行き1ヶ月間滞在した後、2005年7月22日にH-4ビザでアメリカに帰国したが、彼のビザは1年後に失効したとされる。
2013年10月、親友が亡くなったことをきっかけに21サヴェージはラップを始めた。音楽活動は亡くなった親友の叔父の助けを借りており、スタジオでの時間を得るための資金提供を受けていた。
2015年5月25日、デビュー・ミックステープ『The Slaughter Tapeをリリースする。
2015年7月2日、21 SavageはSonny DigitalとのコラボEP『Free Guwop』をリリースした。12月1日には2枚目のミックステープ『Slaughter King』をリリースする。
2016年6月、21サヴェージはXXLのFreshman Classの1人に選ばれた。7月15日、アトランタを拠点に活動する音楽プロデューサー、メトロ・ブーミンとのジョイントEP『Savage Mode』をリリースする。このEPはBillboard 200で最高23位を記録し、収録曲「X」はアメリカでプラチナレコードに認定されている。
2017年1月18日、21サヴェージはエピックレコードと契約したことを発表する。7月7日、デビュー・アルバム『Issa Album』をリリースし、全米初登場2位を記録する。リードシングル「Bank Account」はBillboard Hot 100で最高12位を記録した。その後、ポスト・マローンのシングル「Rockstar」にフィーチャリングで参加、全米1位を記録し21サヴェージにとって初のナンバーワンソングとなった。同曲は第61回グラミー賞で最優秀レコード賞、優秀ラップ/歌唱パフォーマンス賞にノミネートされた。10月31日、Offsetとメトロ・ブーミンとのコラボレーション・アルバム『Without Warning』をリリースする。
2018年12月21日、2作目のスタジオアルバム『I Am > I Was』をリリースし、21サヴェージにとって初の全米ナンバーワンアルバムとなった。このアルバムは第62回グラミー賞の最優秀ラップ・アルバムにノミネートされ、収録曲「A Lot」が最優秀ラップ楽曲賞を受賞した。
2020年10月2日、メトロ・ブーミンとのコラボレーション・アルバム『Savage Mode II』がリリースされた。
2022年11月に彼はドレイクとのコラボアルバム『Her Loss』をリリースした。アルバム10曲目の「Pussy&Millions」にはトラヴィス・スコットが参加している。このアルバムは11月14日付のBillboard200のアルバムチャートで首位に立った。

## 人物
21サヴェージは母親と共にアフリカの伝統宗教イファを実践している。
21サヴェージとよく一緒に活動しているアメリカ人ラッパーのYoung Nudyは従兄弟にあたる。
2017年6月、21サヴェージはモデルのアンバー・ローズと交際を開始したが、2018年5月までに別れている。 

### 犯罪
21サヴェージは7年生の時、銃の所持を理由にデカルブ郡学区内のすべての学校から永久追放された。彼は青少年収容所に送られる前にアトランタ都市圏の学校に通い始めた。中退後、21サヴェージはブラッズ関連のストリート・ギャングに加わり、大麻を販売するフルタイムの売人となった。
また、強盗や車の窃盗などの他の犯罪にも手を染めていたが、運転していた車から密輸品が発見されて逮捕されたのは一度だけであった。2011年、21サヴェージが19歳だった頃、銃撃戦で仲間のラリーを失う。 2013年、21サヴェージが21歳の誕生日に強盗未遂事件を起こした際、ライバルのギャングのメンバーに6発撃たれ、親友のジョニーも殺された。
2014年10月、21サヴェージはジョージア州フルトン郡で重罪の薬物容疑で有罪判決を受けた。

### 不法入国問題
2019年2月3日、シングル「A Lot」のミュージックビデオを公開してから2日後、21サヴェージと従兄弟のYoung Nudyと他の2人の男を乗せた車両が警察に引き止められる。Young Nudyと他の2人の男が加重暴行とジョージア州ギャング法違反の容疑で標的にされていたためであったが、21サヴェージは米国移民関税捜査局（ICE）に身柄を拘束された。
この事件の前まで21サヴェージはアトランタ出身のアメリカ国籍だと一般的に思われていたが、実はイギリス国籍であったことが発覚する。21サヴェージのマネージメントは、2017年からビザを更新しようとしていたと語っている。ICEのスポークスマンは21サヴェージについて「彼の公の人格はすべて偽物だ。彼は実際に10代の頃にイギリスから渡米し、ビザを滞納している。」と述べた。その後、21サヴェージの入出国の経緯が明らかになり、彼の弁護士が期限切れのビザをオーバーステイしていたことを認めたが、彼は自身の経歴を隠そうとする意図はなく、国土安全保障省は2017年に彼がUビザを申請したことを認識していたと述べた（Uビザは犯罪被害者とその家族に提供される非移民ビザの一種で、犯罪行為の捜査または起訴において法執行官を支援する意思のある者に提供される）。こうして21サヴェージはICEの拘留から解放されたが、いまだ係争中であり、米国内の移動は許可されているが海外への渡航はできない状態にある。

### 論争
2018年、21サヴェージは「Guns Down, Paintballs Up」と呼ばれる運動を始める。これは致死性の銃器の代わりにペイントボール銃を使用することで銃暴力を減らすことを目的としたものであった。しかし、ペイントボール銃による負傷者を出したり、ペイントボール銃を持った大人数の無秩序な行為、警察車両などの破壊行為、暴力的な報復、ペイントボール銃を銃器と間違えるなどの様々な問題が起きたことを受けて、デトロイト警察のジェームズ・クレイグ部長は、この運動を「善意ではあるが、見当違い」と非難した。
2018年6月10日、プールパーティー中に21サヴェージが銃を抜いたことで物議を醸した。21サヴェージは、相手のクルーも拳銃を抜くのを見て友人から銃を受け取っていた。
2018年12月、2ndアルバム『I Am > I Was』の楽曲「ASMR」の歌詞がユダヤ人のネガティブなステレオタイプを表現しているとして炎上した。21サヴェージは「悪気はなかったんだ、みんなを怒らせてしまったならごめん、決してそんなつもりはなかったんだ、僕はすべての人を愛しているんだ」と述べている。

## ディスコグラフィー

### スタジオ・アルバム
- Issa Album (2017年)
- Without Warning (2017年) (Metro Boomin、Offsetとの共作)
- I Am > I Was (2018年)
- Savage Mode II (with Metro Boomin) (2020年)
- American Dream（2024年）

### ミックステープ
- The Slaughter Tape (2015年)
- Slaughter King (2015年)

### EP
- Savage Mode (with Metro Boomin) (2016年)